# Огаровка
Огаровка (ранее Огаревка) — исчезнувший посёлок в Джанкойском районе Республики Крым, располагавшийся в юго-западной части района, в степном Крыму, примерно в 1 километре севернее современного села Крымка.

## История
Первое документальное упоминание селения встречается в Списке населённых пунктов Крымской АССР по Всесоюзной переписи 17 декабря 1926 года, согласно которому в селе Огаревка, Павловского сельсовета Джанкойского района, числилось 8 дворов, все крестьянские, население составляло 44 человека, из них 41 русский и 3 украинца.
В 1944 году, после освобождения Крыма от фашистов, 12 августа 1944 года было принято постановление № ГОКО-6372с «О переселении колхозников в районы Крыма» и в сентябре 1944 года в район приехали первые новоселы (27 семей) из Каменец-Подольской и Киевской областей, а в начале 1950-х годов последовала вторая волна переселенцев из различных областей Украины. С 25 июня 1946 года Огаровка в составе Крымской области РСФСР, а 26 апреля 1954 года Крымская область была передана из состава РСФСР в состав УССР. Время включения в Новокрымский сельсовет пока не установлено: на 15 июня 1960 года село уже числилось в его составе. Ликвидировано к 1968 году (согласно справочнику «Крымская область. Административно-территориальное деление на 1 января 1968 года» — в период с 1954 по 1968 год, как посёлок Новокрымского сельсовета).